# Bosnien-Hercegovinas håndboldlandshold (damer)
Bosnien-Hercegovina håndboldlandshold er det bosniske landshold i håndbold for kvinder som også deltager i internationale håndboldkonkurrencer.
Holdet har endnu ikke deltaget i EM eller VM i håndbold. 